# Bromelia glaziovii
Bromelia glaziovii är en gräsväxtart som beskrevs av Carl Christian Mez. Bromelia glaziovii ingår i släktet Bromelia och familjen Bromeliaceae. Inga underarter finns listade i Catalogue of Life.